# Tylko z nią
Tylko z nią – singel polskiego rapera Hellfielda i piosenkarza Skolima, który został wydany 13 maja 2024.
Nagranie otrzymało w Polsce status platynowej płyty 23 października 2024.

## Twórcy
Opracowano na podstawie materiałów źródłowych.
- CrackHouse:
  - Hellfield – wokal, tekst, produkcja, kompozycja
  - Divix – produkcja, kompozycja
- Skolim – wokal, tekst

## Lista utworów
- Digital download[2]

1. „Tylko z nią” – 2:47

## Teledysk
Do utworu powstał teledysk, który udostępniono 8 maja 2024 za pośrednictwem serwisu YouTube.

## Certyfikaty i sprzedaż
| Kraj          | Certyfikat      | Sprzedaż | Data przyznania      |
| ------------- | --------------- | -------- | -------------------- |
| Polska (ZPAV) | platynowa płyta | 50 000+  | 23 października 2024 |